# Michel Carré (librettiste)
Pour les articles homonymes, voir Michel Carré et Carré (homonymie).
Œuvres principales
Les Contes d'Hoffmann (1851)
Faust (1859)
Mignon (opéra) (1866)
Michel-Antoine-Florentin Carré est un auteur de théâtre et librettiste français né à Besançon le 20 octobre 1821 et mort à Argenteuil le 28 juin 1872.
Il collabora la plupart du temps avec Jules Barbier, notamment pour plusieurs opéras de Charles Gounod. Il travailla aussi avec Jules Verne pour trois opéras-comiques : Le Colin-maillard, Les Compagnons de la Marjolaine et L'Auberge des Ardennes, musique d'Aristide Hignard.

## Biographie
Il est le fils d'Hugues Carré, chef d'escadron de gendarmerie, officier de la Légion d'honneur, et de Mélanie Françoise Carrey, originaire de Bruges.
Il épouse Jeanne Berthe Baretty le 30 juillet 1863 à Paris.
Il est le père du cinéaste Michel Carré (1865-1945) et l'oncle du directeur de théâtre et auteur Albert Carré.

### Théâtre
Avec Jules Barbier
- Les Contes d'Hoffmann (1851). Cette pièce servit de base au livret de l'opéra-éponyme de Jacques Offenbach, écrit par Jules Barbier en 1881 après la mort de Michel Carré.

### Opéras, opéras-comiques, opérettes
Seul
- Joseph O'Kelly : Ruse contre ruse (1873)

Avec Jules Barbier
- Charles Gounod : Le Médecin malgré lui (1858), Faust (1859), Philémon et Baucis (1860), La Colombe (1860), La Reine de Saba (1862), Mireille (1864), Roméo et Juliette (Gounod) (1867), Polyeucte (1878, posth.)
- Victor Massé : Galathée (1852), Les Noces de Jeannette (1853), Miss Fauvette (1855), Les Saisons (1855), Paul et Virginie  (1876, posth.)
- Giacomo Meyerbeer : Le Pardon de Ploërmel (1859)
- Ambroise Thomas : Psyché (1857), Mignon (opéra) (1866), Hamlet (1868), Françoise de Rimini (1882, posth.)

Autres collaborateurs
- Georges Bizet : Les Pêcheurs de perles (1863) avec Eugène Cormon
- Victor Massé : Fior d'Aliza (1866) avec Hippolyte Lucas
- Jacques Offenbach : La Rose de Saint-Flour (1856) avec Charles Nuitter, Le Mariage aux lanternes (1857) avec Léon Battu

## Hommages
- Une rue d'Argenteuil porte son nom.